# Protopluma
Una protopluma es una estructura queratinosa, conocida solo por hallazgos fósiles, y que se considera como precursor evolutivo de la pluma de las aves. 
Las protoplumas eran estructuras filamentosas, similares a pelos o cerdas, con la diferencia de que estaban organizadas en haces que partían de un mismo punto de la piel. Carecían del cañón central de una pluma moderna y de sus ramificaciones, las llamadas barbas y bárbulas. Se han encontrado en diversos grupos de dinosaurios terópodos, todos ellos pertenecientes al clado Coelurosauria. Pueden aparecer como el único recubrimiento del animal (Sinosauropteryx, Beipiaosaurus, Dilong) o acompañando a plumas(Sinornithosaurus). 
Hasta hace poco, la mejor hipótesis sobre el origen de plumas y protoplumas era la de la ramificación o "deshilachamiento" de una escama reptiliana típica. Esa explicación ha sido rechazada en favor de otra mucho más acorde con la biología del desarrollo y el registro fósil, y que se debe a los investigadores Prum y Brush. Según su reciente teoría, la evolución de las plumas pasa por cinco etapas cada vez más complejas. El estadio 1 es la aparición de sencillas espinas huecas. En el estadio 2, la espina, al desprenderse de la piel, deja libres los filamentos que han crecido longitudinalmente en su interior y que conforman el haz de fibras de la protopluma. La complicación del crecimiento de las fibras internas en los estadios posteriores permite explicar los diversos tipos de plumas.
La función de las protoplumas era probablemente la misma que la del pelaje de los mamíferos: formar una cubierta aislante que permitía mantener el calor corporal del animal. La capa de protoplumas, según se observa en los restos fósiles, era muy densa. Hallazgos como los del troodóntido chino Mei long indican que al menos algunos terópodos usaban la cola y brazos para arroparse mientras dormían, de lo cual puede deducirse una necesidad de conservar el calor interno.
El momento exacto de aparición de las protoplumas parece, no obstante, difícil de determinar. Los primeros fósiles que las presentan aparecen en el Cretácico temprano, representados por formas como Sinosauropteryx. Son posteriores a la primera ave conocida, Archaeopteryx, que presentaba exclusivamente plumas auténticas asimétricas, perfectamente diseñadas para el vuelo. Esto descarta a las protoplumas, hasta nuevo hallazgo, como estructuras intermedias entre las escamas y las plumas. Paralelamente, se ha comunicado el descubrimiento de largas fibras dorsales en al menos un dinosaurio ornitisquio (Psittacosaurus) e incluso se han observado similitudes con las conocidas estructuras pilosas de los pterosaurios. De confirmarse que las fibras halladas en los tres tipos de animales poseen un origen común, la fecha de aparición de las protoplumas sería anterior a la separación evolutiva entre dinosaurios y pterosaurios, que se estima en el Triásico medio, y por tanto sería una estructura presente originalmente en todos los dinosaurios y sus más inmediatos antepasados, los lagosúquidos. Las impresiones de piel desprovistas de plumas o protoplumas que se conocen (Anatosaurus, Carnotaurus, Tyrannosaurus, etc.) podrían deberse a una pérdida posterior del recubrimiento externo debido a la gran masa corporal de estos animales (la misma razón por la que los rinocerontes y elefantes actuales carecen prácticamente de pelo) o por otras razones.